# Return of the Bumpasaurus
Return of the Bumpasaurus é um álbum de estúdio de Sir Mix-a-Lot lançado em 1996.

## Faixas
1. "You Can Have Her" - 5:18
2. "Da Bomb" - 0:50
3. "Buckin' My Horse" - 4:29
4. "Mob Style" - 4:30
5. "Top Ten List" - 2:06
6. "Man U Luv ta Hate" - 4:24
7. "Bark Like You Want It" - 3:20
8. "Bumpasaurus Cometh" - 1:23
9. "Bumpasaurus" - 4:42
10. "Denial" - 1:02
11. "Aunt Thomasina" - 4:37
12. "Jump on It" - 5:00
13. "Aintsta" - 4:18
14. "Sag" - 4:40
15. "Message to a Drag Artist" - 2:31
16. "Lead Yo Horse" - 4:14
17. "Playthang" - 4:30
18. "Funk fo da Blvd." - 3:37
19. "Slide" - 3:43